# Lago di Santa Luce
Il lago di Santa Luce (o lago Solvay) è un lago artificiale industriale in provincia di Pisa, situato nei pressi dell'omonimo centro abitato.

## Storia
La storia del lago di Santa Luce è recente e la sua origine artificiale. Dove oggi ammiriamo una zona umida di elevato interesse naturalistico, in passato si estendevano coltivazioni cerealicole di proprietà del Monte dei Paschi di Siena, acquistati in seguito dalla Società Solvay Italia S.p.a. per la realizzazione di un bacino a valenza industriale. Il lago, infatti, è stato realizzato tra il 1958 e il 1960 dalla Società Solvay, allo scopo di ottenere una riserva idrica di acqua dolce da impiegare nelle lavorazioni chimiche del vicino stabilimento di Rosignano Solvay.
Il bacino idrico è nato dallo sbarramento, per mezzo di una diga realizzata completamente in argilla, del fiume Fine la cui sorgente è localizzata nella regione settentrionale della dorsale Chianni - Riparbella e a circa 10 km di distanza dal Lago di S.Luce. A valle del lago il Fine riprende il suo corso naturale per sfociare in mare in Località Pietra Bianca (Vada).
L'invaso è alimentato oltre che dal fiume Fine anche da altri tre corsi d'acqua: il torrente Sabbiena, il Botro dei Rotini e il Botro dei Riseccoli, tutti situati nella parte orientale del lago. Il prelievo idrico da parte della Società Solvay avviene solo in inverno, quando il lago tracima dallo sfioratore a causa della stagione delle piogge.
L'acqua utilizzata dallo stabilimento risulta essere quella in eccesso e viene convogliata in dei tubi, dove, per azione del dislivello tra il lago e lo stabilimento di R. Solvay, arriva alla fabbrica. In estate per contrastare il deficit idrico del fiume Fine dovuto alla stagione siccitosa, problema antecedente alla realizzazione dell'invaso, vengono aperte a giorni alterni due serrande che si trovano sul fondo del lago.
Il lago di Santa Luce è un habitat di elezione per la presenza di numerose specie di uccelli acquatici. Importante sito lungo la rotta migratoria è nodo strategico nella rete ecologica del territorio. La Riserva presenta caratteristiche e potenzialità che la rendono un sito di grande importanza nel sistema delle aree protette provinciali e regionali in termini di biodiversità, ma anche di capacità ricettiva e funzionale per l'educazione ambientale ad ampio raggio.
Il lago, fin dalla sua nascita, è stato testimone di una rapida colonizzazione spontanea da parte della vegetazione palustre e di numerose specie di fauna acquatica. Oggi, perfettamente rinaturalizzato, il lago luccica come una perla preziosa incorniciata dal verde dei boschetti di salice, tamerice, pioppo ed olmo. I sentieri che si snodano lungo le rive del lago sono arricchiti da fitti tratti di macchie e siepi di rovo, prugnolo, sanguinella, biancospino e rosa canina che in primavera diventano, assieme a ginestre, gladioli, muscari, sonchi ed orchidee selvatiche, gli artefici di uno spettacolo di rara bellezza.
Oggi il lago è una riserva regionale della Toscana e Zona Speciale di Conservazione (ZSC) ai sensi della direttiva habitat
Il lago nasce come Oasi LIPU di Santa Luce nel 1992 da un accordo tra la Società Solvay (a tutt'oggi proprietaria del lago) e la LIPU – Lega Italiana per la Protezione degli Uccelli –
Nel 1997 nasce l'A.N.P.I.L. Lago di Santa Luce. L'interesse dell'amministrazione provinciale pisana verso una politica di protezione e valorizzazione delle aree protette presenti sul territorio, insieme al consenso della società Solvay, ha portato alla costituzione nel 2000 di un'area protetta di maggior valenza, trasformando l'A.N.P.I.L. in Riserva Naturale Provinciale Lago di Santa Luce.
Nel 2009 la Regione Toscana ha deliberato la designazione di Sito di Importanza Comunitaria “Lago di Santa Luce” (IT5170009, direttiva 92/43/CEE): un riconoscimento e una maggiore garanzia per il futuro, la protezione e la salvaguardia dell'intera area. Il lago oggi testimonia il raggiungimento di quegli obiettivi che la LIPU si era posta all'indomani dell'istituzione dell'Oasi Lipu.
Nel 2016, con la legge Del Rio sul riordino delle competenze provinciali, la Riserva Lago di Santa Luce diventa Riserva regionale e nel maggio dello stesso anno è designata a Zona Speciale di Conservazione (ZSC), ai sensi dell'articolo 3, comma 2, del decreto del Presidente della Repubblica 8 settembre 1997, n. 357, in base alla direttiva 92/43/CEE del Consiglio del 21 maggio 1992 relativa alla conservazione degli habitat naturali e seminaturali e della flora e della fauna selvatiche.

## Divieto di Pesca
Zona di Protezione con divieto di pesca, istituita nel 2013 ai sensi dell'art. 5 comma 1, lett. e) della L.R. 3 gennaio 2005 nº7, “Gestione delle risorse ittiche e regolamentazione della pesca dilettantistica nelle acque interne”.